# Echinopsis oxygona
Echinopsis oxygona là một loài thực vật có hoa trong họ Cactaceae. Loài này được (Link) Zucc. ex Pfeiff. & Otto mô tả khoa học đầu tiên năm 1838.

## Hình ảnh

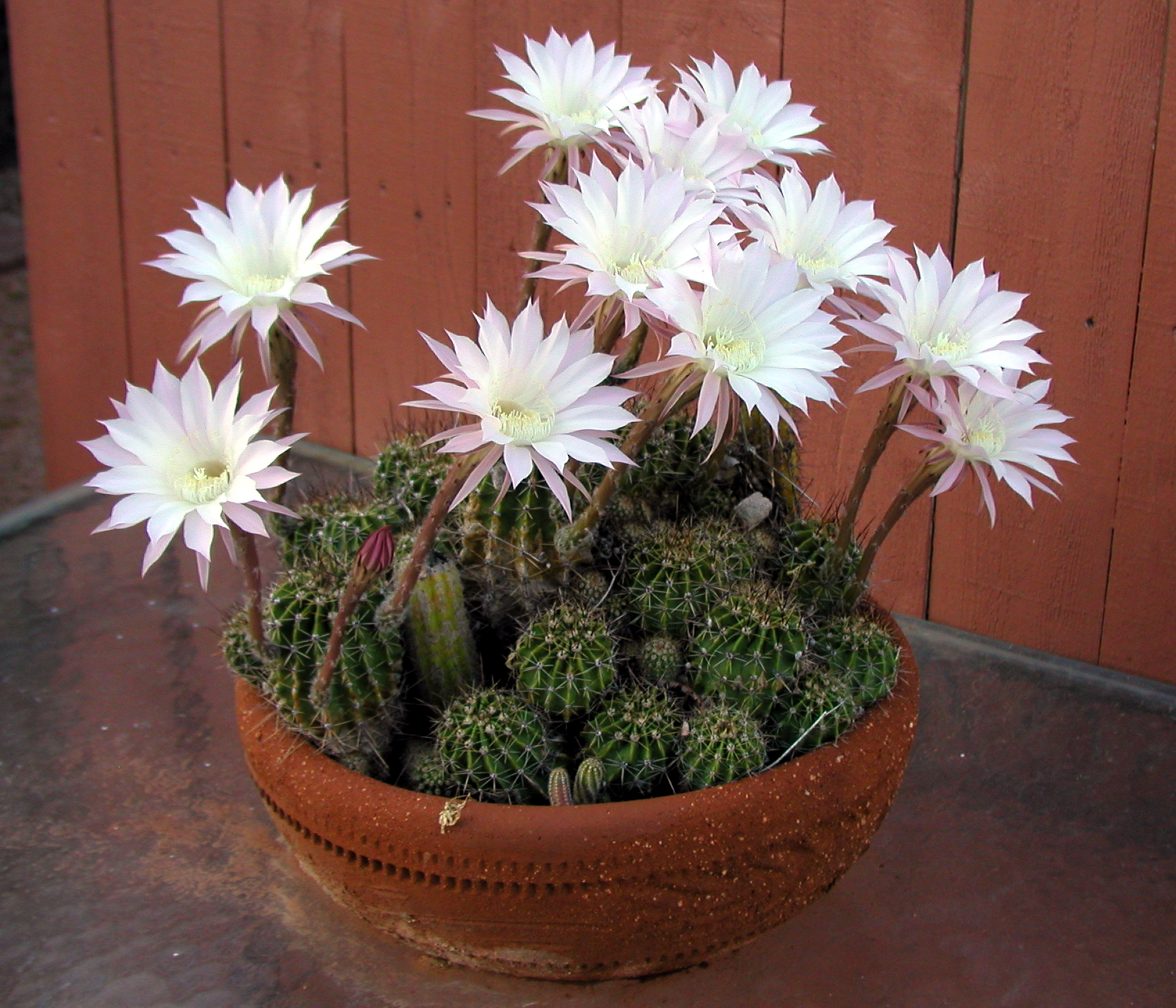
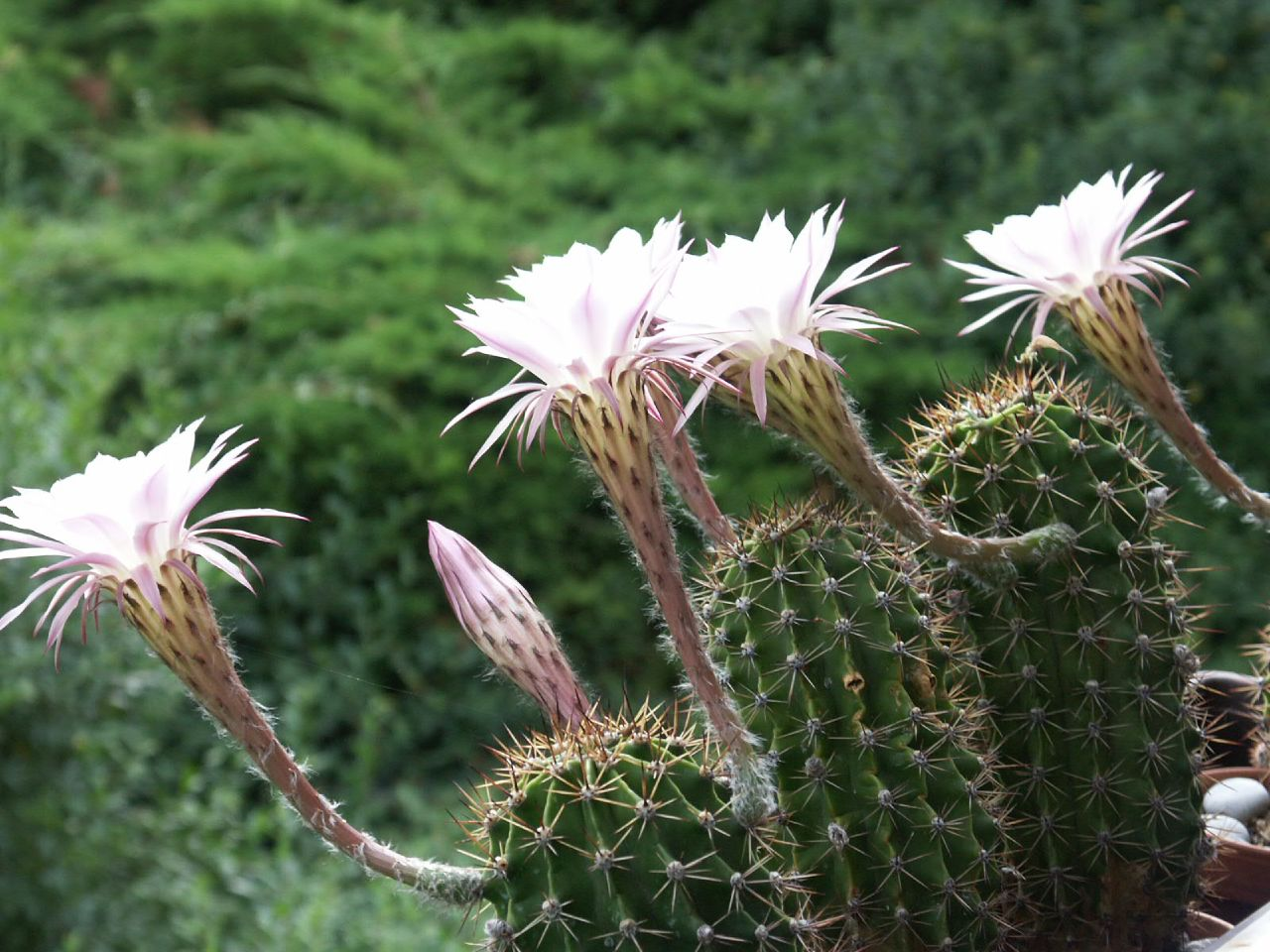
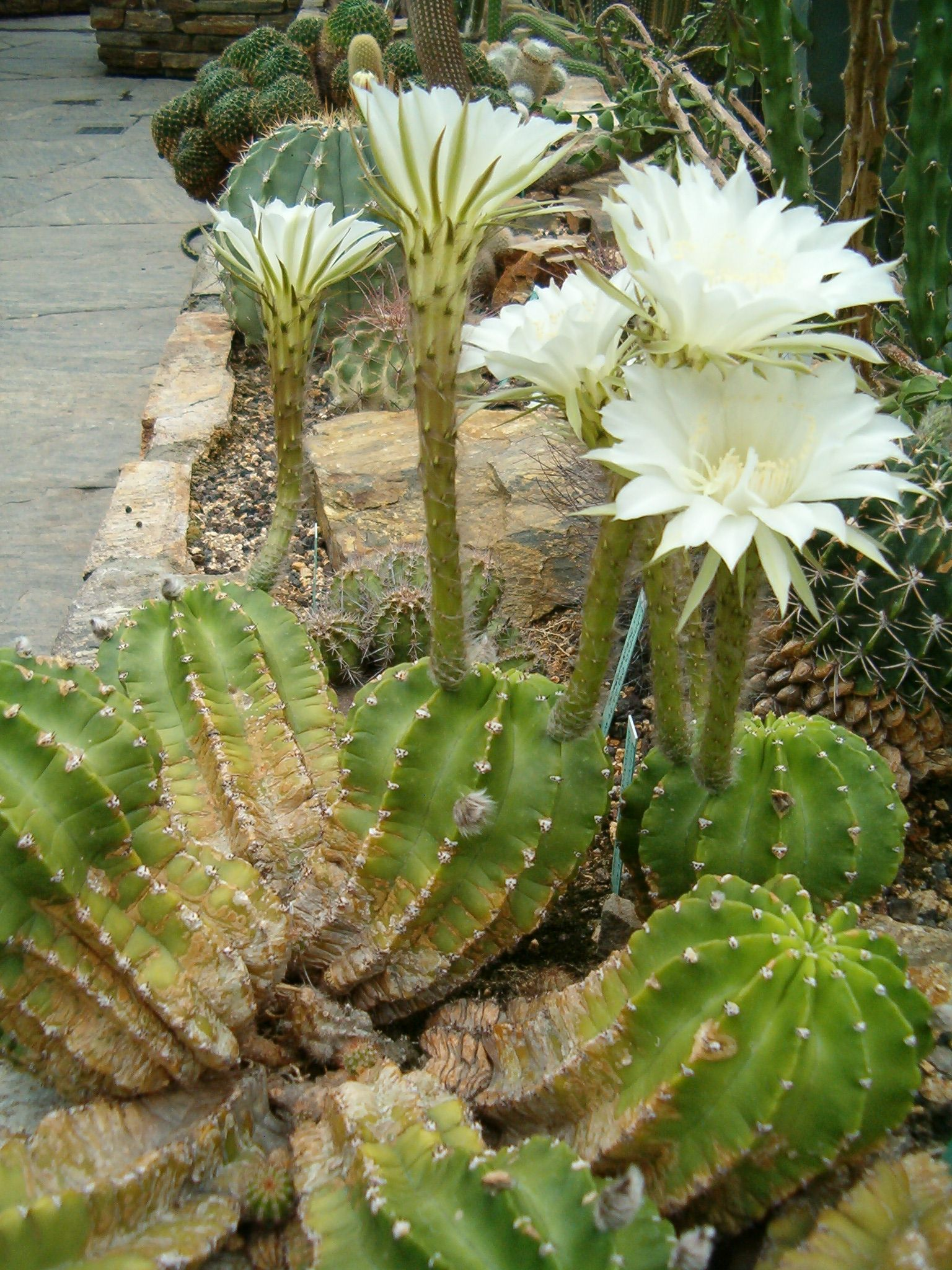
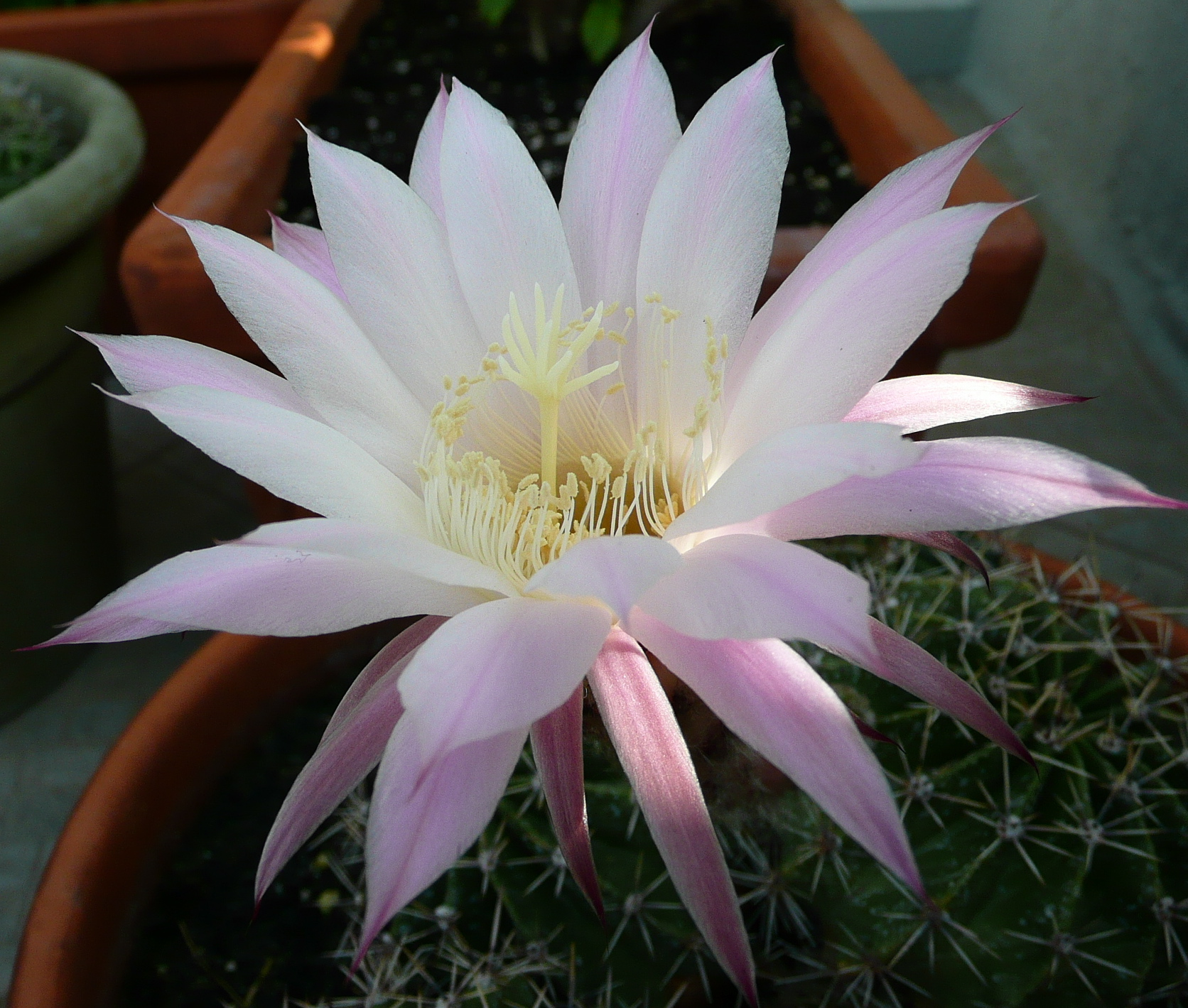